# Monaco (Band)
Monaco war eine englische Pop-Band, die 1995 als Nebenprojekt des früheren New-Order-Bassisten Peter Hook und des ehemaligen Revenge-Sängers David Potts gegründet wurde. Das bekannteste Lied der Band ist der 1997 veröffentlichte Titel What Do You Want from Me? aus dem Album Music for Pleasure, das sich über 500.000 Mal verkaufte.

## Geschichte
Nach dem Erfolg des Debütalbums veröffentlichten Monaco 1999 das zweite, schlicht mit Monaco betitelte Album, für das die Plattenfirma Papillon Records jedoch fast überhaupt keine Promotion übernahm, so dass es sich trotz ordentlicher Kritiken schlecht verkaufte. Nach musikalischen Differenzen – David Potts war unzufrieden mit dem Zustand, dass Monaco sich nicht von dem stark an New Order angelehnten Sound gelöst hatte – und einem laut Potts' "desaströsen" Live-Auftritt beim Eclipse-Festival beschlossen Hook und Potts im Jahr 2000, die Band aufzulösen. Potts gründete die Gruppe RAM und startete eine Solo-Karriere, während Hook sich wieder New Order anschloss, wo er bis 2007 spielte, bevor er im selben Jahr Freebass gründete.
Im März 2007 spielten Hook und Potts gemeinsam einige Songs von Monaco im Hard Rock Cafe in Manchester unter dem Namen "Hooky & Pottsy". Mit dabei waren der frühere Monaco-Schlagzeuger Paul Kehoe sowie Peter Hooks Sohn Jack. Im Oktober 2007 spielte dieselbe Besetzung als Monaco im Ritz in Manchester.

## Diskografie

### Studioalben
| Jahr | Titel              | Höchstplatzierung, Gesamtwochen, AuszeichnungChartplatzierungen (Jahr, Titel, Platzierungen, Wochen, Auszeichnungen, Anmerkungen) | Höchstplatzierung, Gesamtwochen, AuszeichnungChartplatzierungen (Jahr, Titel, Platzierungen, Wochen, Auszeichnungen, Anmerkungen) | Höchstplatzierung, Gesamtwochen, AuszeichnungChartplatzierungen (Jahr, Titel, Platzierungen, Wochen, Auszeichnungen, Anmerkungen) | Höchstplatzierung, Gesamtwochen, AuszeichnungChartplatzierungen (Jahr, Titel, Platzierungen, Wochen, Auszeichnungen, Anmerkungen) | Höchstplatzierung, Gesamtwochen, AuszeichnungChartplatzierungen (Jahr, Titel, Platzierungen, Wochen, Auszeichnungen, Anmerkungen) | Anmerkungen                           |
| Jahr | Titel              | DE | AT | CH | UK | US | Anmerkungen                           |
| ---- | ------------------ | --- | --- | --- | --- | --- | ------------------------------------- |
| 1997 | Music for Pleasure | — | — | — | UK11 (4 Wo.)UK | — | Erstveröffentlichung: 9. Juni 1997    |
| 2000 | Monaco             | — | — | — | UK84 (1 Wo.)UK | — | Erstveröffentlichung: 21. August 2000 |

### Singles
| Jahr | Titel Album                                     | Höchstplatzierung, Gesamtwochen, AuszeichnungChartplatzierungen (Jahr, Titel, Album, Platzierungen, Wochen, Auszeichnungen, Anmerkungen) | Höchstplatzierung, Gesamtwochen, AuszeichnungChartplatzierungen (Jahr, Titel, Album, Platzierungen, Wochen, Auszeichnungen, Anmerkungen) | Höchstplatzierung, Gesamtwochen, AuszeichnungChartplatzierungen (Jahr, Titel, Album, Platzierungen, Wochen, Auszeichnungen, Anmerkungen) | Höchstplatzierung, Gesamtwochen, AuszeichnungChartplatzierungen (Jahr, Titel, Album, Platzierungen, Wochen, Auszeichnungen, Anmerkungen) | Höchstplatzierung, Gesamtwochen, AuszeichnungChartplatzierungen (Jahr, Titel, Album, Platzierungen, Wochen, Auszeichnungen, Anmerkungen) | Anmerkungen                            |
| Jahr | Titel Album                                     | DE | AT | CH | UK | US | Anmerkungen                            |
| ---- | ----------------------------------------------- | --- | --- | --- | --- | --- | -------------------------------------- |
| 1997 | What Do You Want from Me? Music for Pleasure    | DE87 (6 Wo.)DE | — | — | UK11 (6 Wo.)UK | — | Erstveröffentlichung: 24. Februar 1997 |
| 1997 | Sweet Lips Music for Pleasure                   | — | — | — | UK18 (4 Wo.)UK | — | Erstveröffentlichung: Mai 1997         |
| 1997 | Shine (Someone Who Needs Me) Music for Pleasure | — | — | — | UK55 (2 Wo.)UK | — | Erstveröffentlichung: September 1997   |

Weitere Singles
- 2000: I’ve Got a Feeling
- 2001: See-Saw